# Roeser

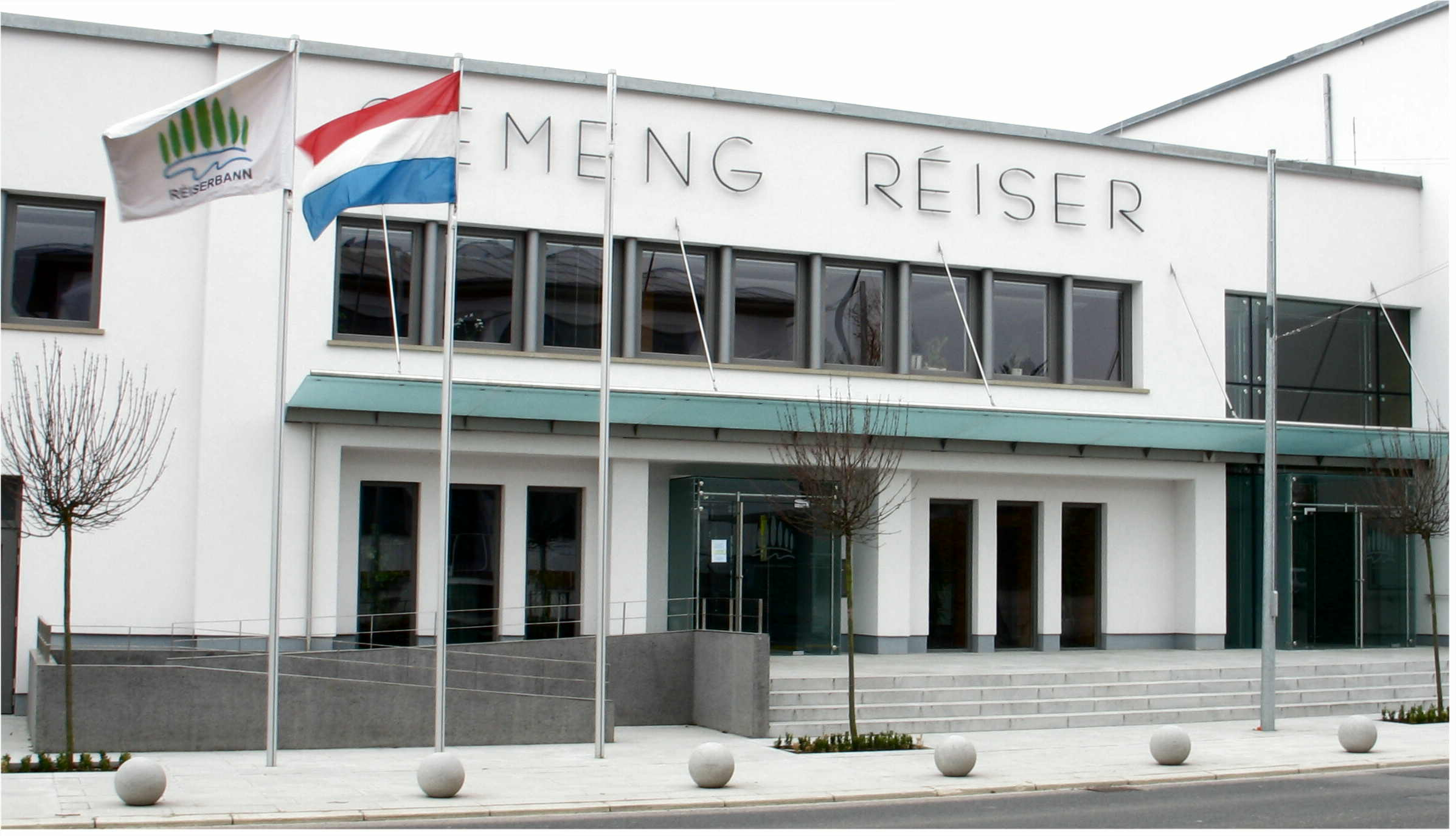
Gemeentehuis van Roeser (met Luxemburgs opschrift)

Roeser (Luxemburgs: Réiser) is een gemeente in het Luxemburgse Kanton Esch.
De gemeente heeft een totale oppervlakte van 23,8 km² en telde 5502 inwoners op 1 januari 2014.

## Plaatsen in de gemeente
- Berchem
- Bivange
- Crauthem
- Kockelscheuer
- Livange
- Peppange
- Roeser

## Ontwikkeling van het inwoneraantal
| Jaar                              | 2001 | 2002 | 2003 | 2004 | 2005 |
| --------------------------------- | ---- | ---- | ---- | ---- | ---- |
| Inwoneraantal                     | 4457 | 4514 | 4575 | 4658 | 4714 |
| Opmerking: tellingen op 1 januari |      |      |      |      |      |

## Politiek
De gemeenteraad van Roeser bestaat uit 11 leden (Conseilleren), die om de zes jaar verkozen worden volgens een proportioneel kiesstelsel.

### Resultaten
| Zetelverdeling gemeenteraad 2005-2011 De 11 zetels zijn als volgt verdeeld: | Zetelverdeling gemeenteraad 2011-2017 De 11 zetels zijn als volgt verdeeld: |
| Bron: Ministerie van Binnenlandse Zaken / RTL.lu                            |                                                                             |

### Gemeentebestuur
Na de gemeenteraadsverkiezingen van 2011 trad een coalitie van LSAP en CSV aan, met 7 zetels. Burgemeester werd Tom Jungen (LSAP).